# Marco Follini

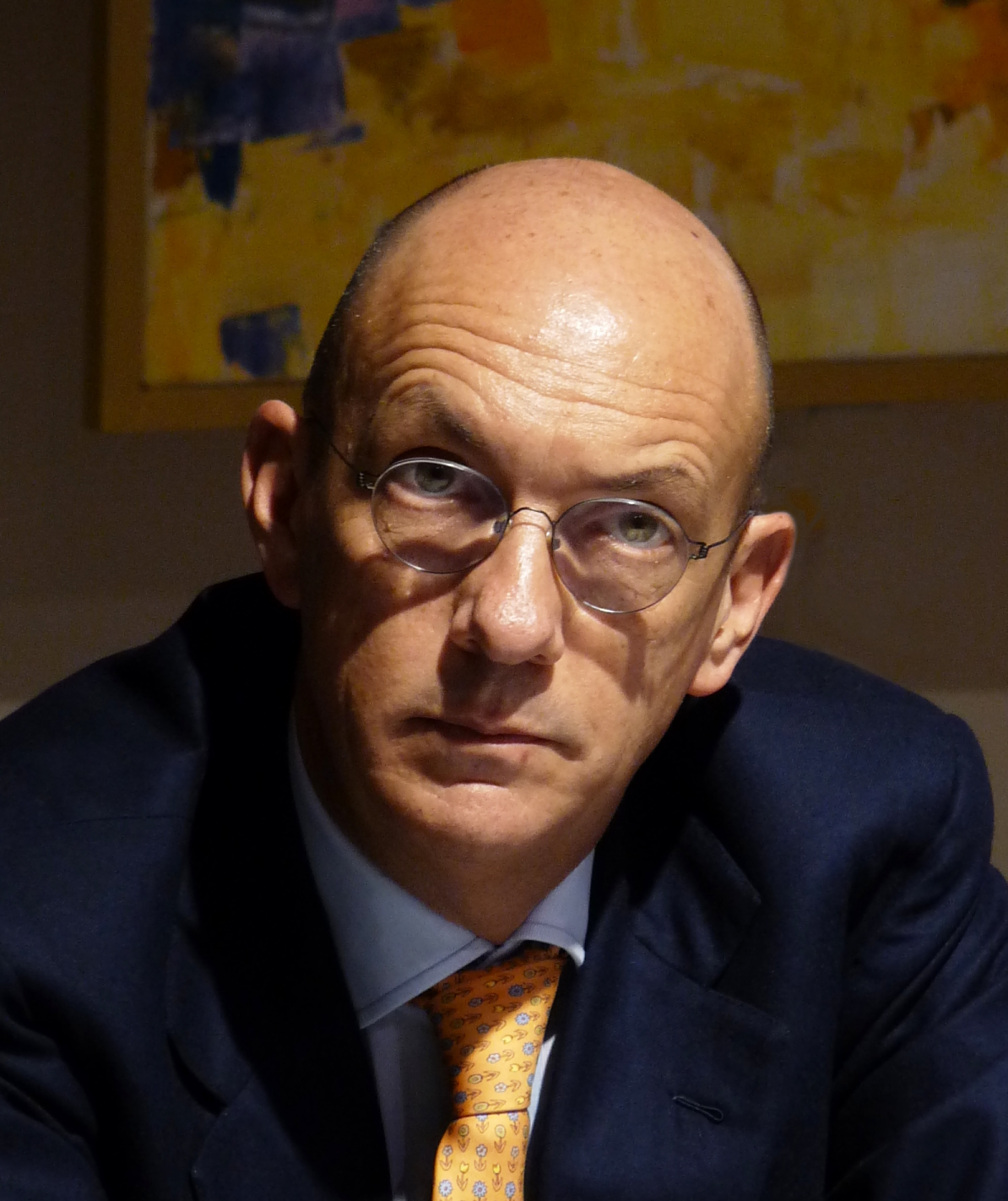
Marco Follini (2010)

Marco Follini (Rome, 26 september 1954), is een Italiaans christendemocratisch politicus.
Marco Follini was van 1977 tot 1980 voorzitter van de jeugdafdeling van de Democrazia Cristiana (Christendemocraten) en in 1980 werd hij opgenomen in het nationaal directorium van de DC (tot 1986). In 1986 werd Follini lid van de Raad van Bestuur van de RAI. Hij bleef lid van de Raad van Bestuur tot 1993. 
Na de opheffing van de DC begin jaren 90 sloot hij zich aan bij de Centrum Christendemocraten (CCD) van Pier Ferdinando Casini. Van 1995 tot 2001 zat hij in het bestuur van die partij. In 2001 werd hij voorzitter van de CCD en werd na de fusie van de CCD met de Christendemocratische Unie (CDU) in het bestuur van de nieuwe partij, de Unie van Christendemocraten en Centrum-Democraten opgenomen (2002) en was tot 15 oktober 2005 secretaris van de UDC.
Van 2 december 2004 tot 15 april 2005 was hij Marco Follini vicepremier onder Silvio Berlusconi. Na de verkiezingsnederlaag van het Huis van de Vrijheden bij de regionale verkiezingen in 2005, trad Follini samen met zijn collegaministers van de UDC en de NPSI uit het kabinet. Dit leidde tot een serieuze kabinetscrisis, maar deze werd uiteindelijk toch opgelost en leidde tot de vorming van het kabinet-Berlusconi III (april 2005) waar ook de UDC en de NPSI weer deel van uitmaken. Follini koos ervoor niet meer zitting te nemen in het kabinet. 
Op 15 oktober 2005 nam Follini ontslag als secretaris van de UDC uit protest tegen de nieuwe kieswet die mede dankzij de UDC werd aangenomen door de Kamer van Afgevaardigden. Als zijn opvolger als partijsecretaris werd Lorenzo Cesa gekozen.